# 道の駅いわて北三陸
道の駅いわて北三陸（みちのえき いわてきたさんりく）は、岩手県久慈市にある国道45号の道の駅である。

## 歴史
- 2022年（令和4年）
  - 5月16日 - 名称が「道の駅いわて北三陸」に決定[3][4]。
  - 8月5日 - 国土交通省より第57回登録において「道の駅いわて北三陸」として登録[1]。
- 2023年（令和5年）
  - 4月19日 - 開駅[2][5]。

## 施設
- 駐車場 153台
- トイレ 37器
- 情報提供・休憩施設
- 観光案内所
- ベビーコーナー
- 非常用電源
- 備蓄倉庫
- 公衆電話
- 公衆無線LAN
- 物販施設
- 飲食施設
- キッズスペース
- イベント広場
- 加工施設
- 多目的ホール
- ガソリンスタンド（ENEOS （第一石油（株））、セルフ式、8:00 - 19:00）
- EV充電施設

## アクセス
- 国道45号 - 登録路線
  - E45 三陸沿岸道路（久慈北道路 / 久慈道路）久慈北IC
  - 国道395号